# Chile a 2008. évi nyári olimpiai játékokon
Chile a kínai Pekingben megrendezett 2008. évi nyári olimpiai játékok egyik részt vevő nemzete volt. Az országot az olimpián 14 sportágban 26 sportoló képviselte, akik összesen 1 érmet szereztek.

## Érmesek
| Érem  | Versenyző         | Sportág | Versenyszám |
| ----- | ----------------- | ------- | ----------- |
| Ezüst | Fernando González | Tenisz  | Férfi egyes |

## Atlétika
Férfi
| Versenyző          | Versenyszám | Előfutam | Előfutam | Előfutam | Negyeddöntő | Negyeddöntő | Negyeddöntő | Elődöntő | Elődöntő | Elődöntő | Döntő   | Döntő    |
| Versenyző          | Versenyszám | Idő      | Hely.    | Össz.    | Idő         | Hely.       | Össz.       | Idő      | Hely.    | Össz.    | Idő     | Helyezés |
| ------------------ | ----------- | -------- | -------- | -------- | ----------- | ----------- | ----------- | -------- | -------- | -------- | ------- | -------- |
| Cristián Reyes     | 200 m       | 21,20    | 7.       | 47.      | kiesett     | kiesett     | kiesett     | kiesett  | kiesett  | kiesett  | kiesett | kiesett  |
| Roberto Echeverría | Maraton     |          |          |          |             |             |             |          |          |          | 2:23:54 | 49.      |

| Versenyző           | Versenyszám   | Selejtező | Selejtező | Döntő    | Döntő    |
| Versenyző           | Versenyszám   | Eredmény  | Helyezés  | Eredmény | Helyezés |
| ------------------- | ------------- | --------- | --------- | -------- | -------- |
| Marco Antonio Verni | Súlylökés     | 17,96 m   | 39.       | kiesett  | kiesett  |
| Ignacio Guerra      | Gerelyhajítás | 73,03 m   | 24.       | kiesett  | kiesett  |

| Versenyző          | Versenyszám | 100 m | 100 m | Távolugrás | Távolugrás | Súlylökés | Súlylökés | Magasugrás | Magasugrás | 400 m | 400 m | 110 m gát | 110 m gát | Diszkoszvetés | Diszkoszvetés | Rúdugrás                 | Rúdugrás                 | Gerelyhajítás    | Gerelyhajítás    | 1500 m           | 1500 m           | Végeredmény   | Végeredmény   |
| Versenyző          | Versenyszám | Idő   | Pont  | Eredmény   | Pont       | Eredmény  | Pont      | Eredmény   | Pont       | Idő   | Pont  | Idő       | Pont      | Eredmény      | Pont          | Eredmény                 | Pont                     | Eredmény         | Pont             | Idő              | Pont             | Pont          | Helyezés      |
| ------------------ | ----------- | ----- | ----- | ---------- | ---------- | --------- | --------- | ---------- | ---------- | ----- | ----- | --------- | --------- | ------------- | ------------- | ------------------------ | ------------------------ | ---------------- | ---------------- | ---------------- | ---------------- | ------------- | ------------- |
| Gonzalo Barroilhet | Tízpróba    | 11,33 | 789   | 708 cm     | 833        | 13,23 m   | 681       | 193 cm     | 740        | 51,91 | 729   | 14,26     | 941       | 46,07 m       | 789           | érvényes kísérlet nélkül | érvényes kísérlet nélkül | nem állt rajthoz | nem állt rajthoz | nem állt rajthoz | nem állt rajthoz | nem ért célba | nem ért célba |

Női
| Versenyző    | Versenyszám | Selejtező | Selejtező | Döntő    | Döntő    |
| Versenyző    | Versenyszám | Eredmény  | Helyezés  | Eredmény | Helyezés |
| ------------ | ----------- | --------- | --------- | -------- | -------- |
| Natalia Ducó | Súlylökés   | 17,40 m   | 22.       | kiesett  | kiesett  |

## Cselgáncs
Férfi
| Versenyző    | Versenyszám | Selejtező         | 32-es főtábla                     | Nyolcaddöntő      | Negyeddöntő       | Elődöntő          | Vigaszág első kör | Vigaszág negyeddöntő | Vigaszág elődöntő | Bronz- mérkőzés   | Döntő             | Helyezés |
| Versenyző    | Versenyszám | Ellenfél Eredmény | Ellenfél Eredmény                 | Ellenfél Eredmény | Ellenfél Eredmény | Ellenfél Eredmény | Ellenfél Eredmény | Ellenfél Eredmény    | Ellenfél Eredmény | Ellenfél Eredmény | Ellenfél Eredmény | Helyezés |
| ------------ | ----------- | ----------------- | --------------------------------- | ----------------- | ----------------- | ----------------- | ----------------- | -------------------- | ----------------- | ----------------- | ----------------- | -------- |
| Felipe Novoa | Harmatsúly  |                   | Giovanni Casale (ITA) · 0000-1000 | kiesett           | kiesett           | kiesett           |                   |                      |                   |                   |                   | 21.      |

## Evezés
Férfi
| Versenyző     | Versenyszám  | Előfutam | Előfutam | Középdöntő | Középdöntő | Elődöntő | Elődöntő | Elődöntő | Döntő | Döntő   | Döntő | Helyezés |
| Versenyző     | Versenyszám  | Idő      | Hely.    | Idő        | Hely.      | Típus    | Idő      | Hely.    | Típus | Idő     | Hely. | Helyezés |
| ------------- | ------------ | -------- | -------- | ---------- | ---------- | -------- | -------- | -------- | ----- | ------- | ----- | -------- |
| Óscar Vásquez | Egypárevezős | 7:39,58  | 3.       | 7:06,61    | 4.         | C/D      | 7:17,17  | 2.       | C     | 7:07,02 | 4.    | 16.      |

Női
| Versenyző    | Versenyszám  | Előfutam | Előfutam | Középdöntő | Középdöntő | Elődöntő | Elődöntő | Elődöntő | Döntő | Döntő   | Döntő | Helyezés |
| Versenyző    | Versenyszám  | Idő      | Hely.    | Idő        | Hely.      | Típus    | Idő      | Hely.    | Típus | Idő     | Hely. | Helyezés |
| ------------ | ------------ | -------- | -------- | ---------- | ---------- | -------- | -------- | -------- | ----- | ------- | ----- | -------- |
| Soraya Jadué | Egypárevezős | 8:04,08  | 5.       | 7:51,52    | 4.         | C/D      | 8:13,67  | 2.       | C     | 7:48,35 | 5.    | 17.      |

## Kajak-kenu

### Szlalom
Férfi
| Versenyző        | Versenyszám | Selejtező | Selejtező | Selejtező | Selejtező | Selejtező  | Selejtező  | Elődöntő | Elődöntő | Döntő   | Döntő   | Összesítés | Összesítés |
| Versenyző        | Versenyszám | 1. futam  | 1. futam  | 2. futam  | 2. futam  | Összesítés | Összesítés | Elődöntő | Elődöntő | Döntő   | Döntő   | Összesítés | Összesítés |
| Versenyző        | Versenyszám | Pont      | Hely.     | Pont      | Hely.     | Pont       | Hely.      | Pont     | Hely.    | Pont    | Hely.   | Pont       | Helyezés   |
| ---------------- | ----------- | --------- | --------- | --------- | --------- | ---------- | ---------- | -------- | -------- | ------- | ------- | ---------- | ---------- |
| Pablo McCandless | Kajak egyes | 88,24     | 17.       | 88,40     | 14.       | 176,64     | 16.        | kiesett  | kiesett  | kiesett | kiesett | kiesett    | kiesett    |

## Kerékpározás

### Hegyi-kerékpározás
| Versenyző        | Versenyszám        | Idő           | Helyezés |
| ---------------- | ------------------ | ------------- | -------- |
| Cristóbal Silva  | Férfi terepverseny | 2 kör hátrány | 36.      |
| Francisca Campos | Női terepverseny   | 2 kör hátrány | 25.      |

### Országúti kerékpározás
Férfi
| Versenyző          | Versenyszám   | Idő              | Helyezés      |
| ------------------ | ------------- | ---------------- | ------------- |
| Patricio Almonacid | Mezőnyverseny | nem ért célba    | nem ért célba |
| Gonzalo Garrido    | Mezőnyverseny | 6:36:48 (+12:59) | 69.           |

### Pálya-kerékpározás
Pontversenyek
| Név             | Versenyszám       | Pont | Helyezés |
| --------------- | ----------------- | ---- | -------- |
| Marco Arriagada | Férfi pontverseny | 1    | 19.      |

## Lovaglás
Lovastusa
| Versenyző        | Ló           | Versenyszám | Díjlovaglás | Díjlovaglás | Tereplovaglás | Tereplovaglás | Tereplovaglás | Díjugratás | Díjugratás | Díjugratás | Díjugratás | Végeredmény | Végeredmény |
| Versenyző        | Ló           | Versenyszám | Díjlovaglás | Díjlovaglás | Tereplovaglás | Tereplovaglás | Tereplovaglás | 1. kör     | 1. kör     | 2. kör     | 2. kör     | Végeredmény | Végeredmény |
| Versenyző        | Ló           | Versenyszám | Bünt.       | Hely.       | Bünt.         | Hely.         | Össz.         | Bünt.      | Hely.      | Bünt.      | Hely.      | Bünt.       | Helyezés    |
| ---------------- | ------------ | ----------- | ----------- | ----------- | ------------- | ------------- | ------------- | ---------- | ---------- | ---------- | ---------- | ----------- | ----------- |
| Sergio Iturriaga | Lago Rupanco | Egyéni      | 63,0        | 60.         | nem ért célba | nem ért célba | nem ért célba | kiesett    | kiesett    | kiesett    | kiesett    | kiesett     | kiesett     |

## Öttusa
| Versenyző       | Versenyszám | Lövészet | Lövészet | Lövészet | Vívás    | Vívás | Vívás | Úszás   | Úszás | Úszás | Lovaglás | Lovaglás | Lovaglás | Lovaglás | Futás   | Futás | Futás | Összesen    | Összesen |
| Versenyző       | Versenyszám | Pontszám | Pont     | Hely.    | Eredmény | Pont  | Hely. | Idő     | Pont  | Hely. | Idő      | Hibapont | Pont     | Hely.    | Idő     | Pont  | Hely. | Összes pont | Helyezés |
| --------------- | ----------- | -------- | -------- | -------- | -------- | ----- | ----- | ------- | ----- | ----- | -------- | -------- | -------- | -------- | ------- | ----- | ----- | ----------- | -------- |
| Cristián Bustos | Férfi       | 178      | 1072     | 21.      | 12-23    | 688   | 33.*  | 2:15,26 | 1180  | 35.   | 1:18,42  | 296      | 904      | 23.      | 9:19,01 | 1164  | 6.    | 5008        | 27.      |

* - egy másik versenyzővel azonos eredményt ért el

## Sportlövészet
Férfi
| Versenyző    | Versenyszám | Selejtező | Selejtező | Döntő   | Döntő    |
| Versenyző    | Versenyszám | Pont      | Helyezés  | Pont    | Helyezés |
| ------------ | ----------- | --------- | --------- | ------- | -------- |
| Jorge Atalah | Skeet       | 111       | 28.       | kiesett | kiesett  |

## Súlyemelés
Női
| Versenyző         | Versenyszám | Szakítás | Szakítás | Lökés    | Lökés    | Összesen | Helyezés |
| Versenyző         | Versenyszám | Eredmény | Helyezés | Eredmény | Helyezés | Összesen | Helyezés |
| ----------------- | ----------- | -------- | -------- | -------- | -------- | -------- | -------- |
| Elizabeth Poblete | 75 kg       | 91,0     | 12.      | 106,0    | 12.      | 197,0    | 12.      |

## Tenisz
Férfi

| Versenyző                       | Versenyszám | 64-es főtábla                 | 32-es főtábla                                                     | Nyolcaddöntő                    | Negyeddöntő                         | Elődöntő                           | Bronz- mérkőzés   | Döntő                              | Helyezés |
| Versenyző                       | Versenyszám | Ellenfél Eredmény             | Ellenfél Eredmény                                                 | Ellenfél Eredmény               | Ellenfél Eredmény                   | Ellenfél Eredmény                  | Ellenfél Eredmény | Ellenfél Eredmény                  | Helyezés |
| ------------------------------- | ----------- | ----------------------------- | ----------------------------------------------------------------- | ------------------------------- | ----------------------------------- | ---------------------------------- | ----------------- | ---------------------------------- | -------- |
| Fernando González               | Egyes       | Szun Peng (CHN) · 6-4, 6-4    | Marin Čilić (CRO) · 6-4, 6-2                                      | Olivier Rochus (BEL) · 6-0, 6-3 | Paul-Henri Mathieu (FRA) · 6-4, 6-4 | James Blake (USA) · 4-6, 7-5, 11-9 |                   | Rafael Nadal (ESP) · 3-6, 6-7, 3-6 |          |
| Nicolás Massú                   | Egyes       | Steve Darcis (BEL) · 6-4, 7-5 | David Nalbandian (ARG) · 6-7, 1-6                                 | kiesett                         | kiesett                             | kiesett                            | kiesett           | kiesett                            | 17.      |
| Fernando González Nicolás Massú | Páros       |                               | Oroszország (RUS) · Dmitrij Turszunov · Mihail Juzsnij · 6-7, 4-6 | kiesett                         | kiesett                             | kiesett                            | kiesett           | kiesett                            | 17.      |

## Triatlon
| Versenyző       | Versenyszám | 1,5 km úszás | 1,5 km úszás | 40 km kerékpározás | 40 km kerékpározás | 10 km futás | 10 km futás | Összesítés | Összesítés |
| Versenyző       | Versenyszám | Idő          | Hely.        | Idő                | Hely.              | Idő         | Hely.       | Idő        | Helyezés   |
| --------------- | ----------- | ------------ | ------------ | ------------------ | ------------------ | ----------- | ----------- | ---------- | ---------- |
| Bárbara Riveros | Női         | 20:21        | 38.          | 1:06:03            | 33.*               | 36:16       | 18.         | 2:03:42,56 | 25.        |

* - egy másik versenyzővel azonos időt ért el

## Úszás
Férfi
| Versenyző     | Versenyszám | Előfutam | Előfutam | Előfutam | Elődöntő | Elődöntő | Elődöntő | Döntő   | Döntő    |
| Versenyző     | Versenyszám | Idő      | Hely.    | Össz.    | Idő      | Hely.    | Össz.    | Idő     | Helyezés |
| ------------- | ----------- | -------- | -------- | -------- | -------- | -------- | -------- | ------- | -------- |
| Oliver Elliot | 50 m gyors  | 22,75    | 1.       | 41.      | kiesett  | kiesett  | kiesett  | kiesett | kiesett  |

Női
| Versenyző       | Versenyszám      | Előfutam | Előfutam | Előfutam | Elődöntő | Elődöntő | Elődöntő | Döntő         | Döntő         |
| Versenyző       | Versenyszám      | Idő      | Hely.    | Össz.    | Idő      | Hely.    | Össz.    | Idő           | Helyezés      |
| --------------- | ---------------- | -------- | -------- | -------- | -------- | -------- | -------- | ------------- | ------------- |
| Kristel Köbrich | 800 m gyors      | 8:34,25  | 2.       | 20.      |          |          |          | kiesett       | kiesett       |
| Kristel Köbrich | 10 km nyílt vízi |          |          |          |          |          |          | nem ért célba | nem ért célba |

## Vitorlázás
Férfi
| Versenyző        | Versenyszám | Futam | Futam | Futam | Futam | Futam | Futam | Futam | Futam | Futam | Futam | Pontszám | Helyezés |
| Versenyző        | Versenyszám | 1     | 2     | 3     | 4     | 5     | 6     | 7     | 8     | 9     | É     | Pontszám | Helyezés |
| ---------------- | ----------- | ----- | ----- | ----- | ----- | ----- | ----- | ----- | ----- | ----- | ----- | -------- | -------- |
| Matías del Solar | Laser       | 3     | 34    | 30    | 25    | 21    | 9     | 25    | 23    | 44    | -     | 180      | 26.      |

É - éremfutam

## Vívás
Férfi
| Versenyző       | Versenyszám       | Selejtező                 | 32-es főtábla                  | Nyolcaddöntő      | Negyeddöntő       | Elődöntő          | Bronz- mérkőzés   | Döntő             | Helyezés |
| Versenyző       | Versenyszám       | Ellenfél Eredmény         | Ellenfél Eredmény              | Ellenfél Eredmény | Ellenfél Eredmény | Ellenfél Eredmény | Ellenfél Eredmény | Ellenfél Eredmény | Helyezés |
| --------------- | ----------------- | ------------------------- | ------------------------------ | ----------------- | ----------------- | ----------------- | ----------------- | ----------------- | -------- |
| Paris Inostroza | Párbajtőr, egyéni | Nisida Sógo (JPN) · 15-11 | Silvio Fernández (VEN) · 10-15 | kiesett           | kiesett           | kiesett           | kiesett           | kiesett           | 31.      |